# Catostemma grazielae
Catostemma grazielae är en malvaväxtart som beskrevs av Paula. Catostemma grazielae ingår i släktet Catostemma och familjen malvaväxter. Inga underarter finns listade i Catalogue of Life.